# 1833
Évszázadok: 18. század – 19. század – 20. század
Évtizedek: 1780-as évek – 1790-es évek – 1800-as évek – 1810-es évek – 1820-as évek – 1830-as évek – 1840-es évek – 1850-es évek – 1860-as évek – 1870-es évek – 1880-as évek
Évek: 1828 – 1829 – 1830 – 1831 –  1832 – 1833 – 1834 – 1835 – 1836 – 1837 – 1838

## Események

### Határozott dátumú események

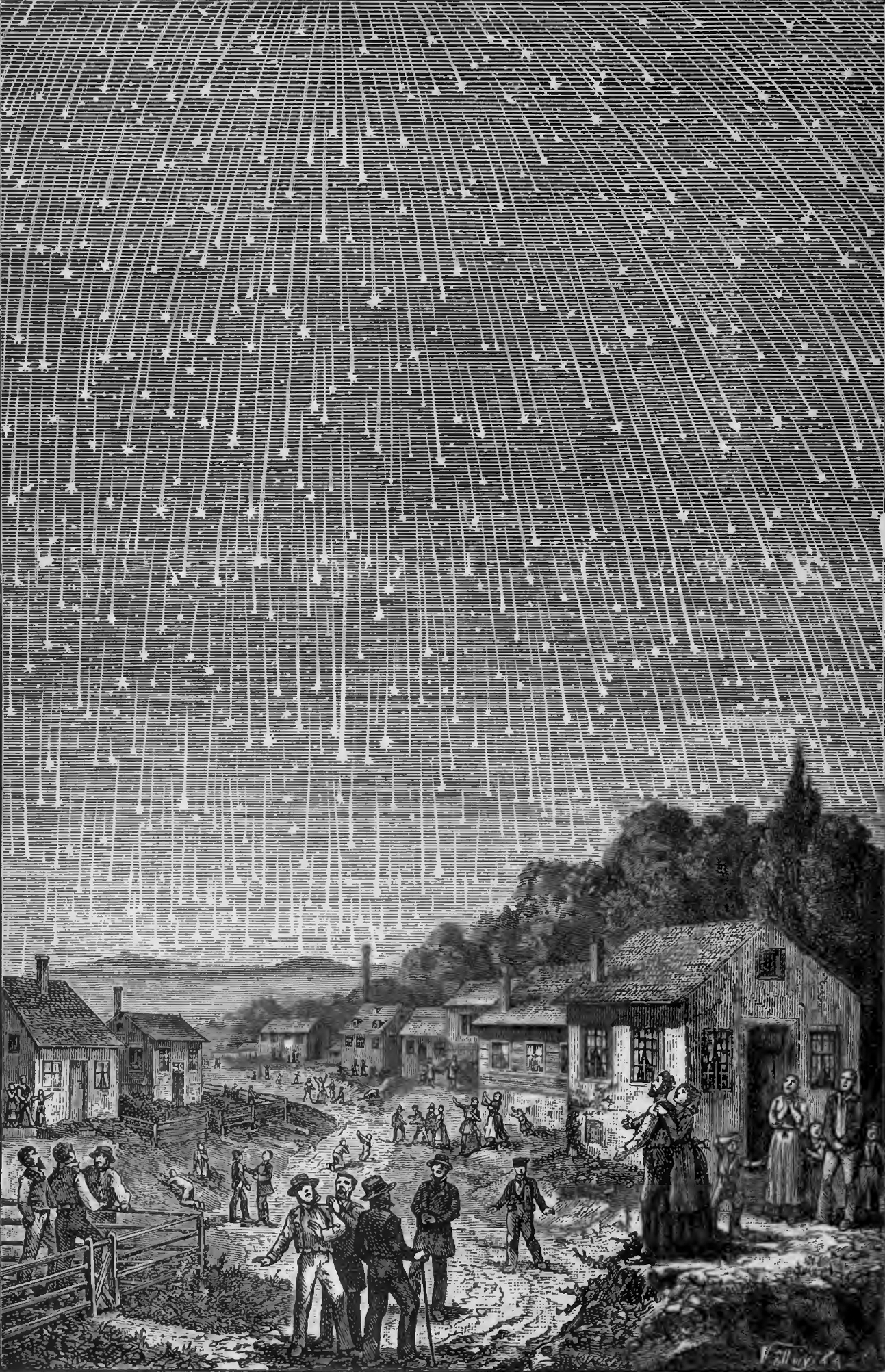
Leonidák Észak Amerika felett 1833-ban

- január 3. – Az Egyesült Királyság elfoglalja a Falkland-szigeteket.
- február 15. – A Bánk bán kassai ősbemutatója.
- június 23. – VII. Ferdinánd spanyol király – hogy lánya dinasztikus jogait megvédje – összehívja a cortest (parlamentet) és a San Jerónimo-templomban összegyűlt küldöttek esküt tesznek a kis Izabellára.[1]
- augusztus 12. – 350 telepes a Chicago folyó partján, Chicago néven önálló települést alapít.
- szeptember 29. – Névleg trónra lép a háromesztendős II. Izabella spanyol királynő. (Helyette ténylegesen anyja, Mária Krisztina királyné, mint „kormányzó királynő” uralkodik.)[1]
- November 12.-13. A Leonidák meteorzápor különösen erős volt, percenként több ezer látható nyommal.

### Határozatlan dátumú események
- Hivatalosan is megszüntetik az 1820 óta nem működő spanyol inkvizíciót.[2]
- Zürichben megalapítják az egyetemet.
- Megjelenik Széchenyi István Stádium és Wesselényi Miklós Balítételekről című műve.[3]

## Születések
- január 26. – Borúth Elemér költő, a Petőfi Társaság tagja († 1886)
- január 28. – Charles George Gordon
- február 7. – Balogh Zoltán földbirtokos, költő († 1878)
- február 19. – Élie Ducommun, svájci író, szerkesztő, fordító, békeaktivista, aki 1902-ben Charles-Albert Gobat-val együtt Nobel-békedíjat kapott († 1906)
- március 2. – József Károly Lajos osztrák főherceg, magyar királyi herceg, lovassági tábornok, a Magyar Királyi Honvédség főparancsnoka († 1905)
- március 15. – Fejérváry Géza magyar táborszernagy, miniszterelnök († 1914)
- március 21. – Carl Stål svéd entomológus volt, aki a félfedelesszárnyúak (Hemiptera) tanulmányozására specializálódott († 1878)
- április 9. – Reinoudina de Goeje holland írónő
- április 28. – Hopp Ferenc optikus, műgyűjtő, múzeumalapító († 1919)
- október 15. – Bakay Nándor szakíró, kötélgyáros († 1902)
- augusztus 19. – Kápolnai Pauer István katonatiszt, hadtudós, hadtörténész, az MTA tagja († 1896)
- augusztus 22. – August Ewald König német regényíró
- október 21. – Alfred Bernhard Nobel kémikus, Nobel-díj megalapítója († 1896)
- november 11. – Czelder Márton református lelkész, költő († 1889)
- november 12. – Alekszandr Porfirjevics Borogyin orosz tudós, zeneszerző († 1887)
- november 19. – Wilhelm Dilthey német filozófus, pszichológus, pedagógus († 1911)
- december 16. – Lotz Károly festőművész († 1904)
- december 31. – Óváry Lipót történész, levéltáros, az MTA tagja († 1919)

## Halálozások
- augusztus 12. – Simai Kristóf, piarista szerzetes, író, szótáríró, az MTA levelező tagja (* 1742)
- szeptember 7. – Görög Demeter, író, az MTA tagja (* 1760)
- november 23. – Jean-Baptiste Jourdan, gróf, francia marsall (* 1762)